# Lola Massieu
Dolores Massieu Verdugo, més coneguda com a Lola Massieu (Las Palmas de Gran Canaria, Canàries, 10 de març de 1921 - ibid., 22 de novembre de 2007) fou una pintora espanyola.

## Biografia
Educada i criada en una família de Gran Canària, Massieu es va iniciar en el món de l'art de la mà del seu tiet avi, Nicolás Massieu Falcón, i del seu tiet Nicolás Massieu Matos, ambdós artistes de finals de segle xix i principis del segle xx. Amb el seu tiet es vinculà de tal manera que formaren una relació de mestre i aprenent, de manera que el 1932, amb 11 anys, comença la seva formació artística iniciant-se en el dibuix sota la seva supervisió. Aquest període de formació, en què va cultivar l'impressionisme, s'allargà fins a l'any 1938. A partir de 1940, Massieu comença a realitzar els seus primers olis on representa natures mortes, retrats i paisatges.
Durant la dècada del 1950 continua realitzant obra figurativa, amb temàtiques semblants a les esmentades. A nivell tècnic, va introduir a la seva obra els quitrans.
L'any 1958 realitzà la seva primera exposició al Museo Canario de Las Palmas de Gran Canaria, i a l'any següent va exposar al Casino de Tenerife, i el 1961 creà el Grupo Espacio juntament amb Felo Monzón, Pino Ojeda, Rafael Bethencourt i Francisco Lezcano. Fou a partir d'aquest moment que la seva pintura va començar a evolucionar cap a l'abstracció gestual «en composicions de característiques rigurosament personals» i es començà a relacionar amb l'expressionisme abstracte americà i el taquisme francès. La seva obra quedà adscrita als principis de l'abstracció expressionista.
L'any 1962 va exhibir la seva obra al Museu d'Art Contemporani de Barcelona juntament amb Felo Monzón. Aquell mateix any va exposar també amb Pedro González i Felo Monzón a l'Spanisches Kulturinstitut de Múnic. També va participar en les Bienales del Gabinete Literario en els anys 1960, 1962 i 1970, sent aquest darrer any guardonada amb el Premi d'Honor i convertint-se en la primera dona distingida amb aquest premi.
L'any 1990 se li va concedir el Premi Canarias de les Belles Arts i Interpretació i l'any 1995 se li va oferir una mostra retrospectiva a la Fundación Telefónica.

## Obra
Es pot trobar obra de l'artista al Museo de Arte Contemporáneo Eduardo Westerdahl (Puerto de la Cruz), a les col·leccions del Centro Atlántico de Arte Moderno (Las Palmas de Gran Canaria), del Parlament de Canàries i de la galeria i estudi d'interiorisme BIBLI (Santa Cruz de Tenerife), al Museu d'Art Contemporani de Barcelona i a la Biblioteca Museu Víctor Balaguer (Vilanova i la Geltrú).
- 1975 - Pintura 24 (pintura sobre tela), conservada a la Biblioteca Museu Víctor Balaguer.[9]